# Barrio Pobre (banda)
Barrio Pobre es una banda de Rock y Rhythm and Blues originaria de la zona oriente de la Ciudad de México, México. Fundada y liderada por Mario Sánchez (Mario San) desde su formación en 2001.
A la fecha cuentan con 7 producciones de estudio entre las que se incluye Espinas y Rosas, del que se desprende su actual sencillo del mismo nombre. Cuentan con amplio reconocimiento en la escena urbana del país debido a la gran identificación que generan con sus letras.
Continuamente comparten escenario con otras bandas importantes de la escena rockera nacional mexicana como Liran' Roll, Tex Tex, Banda Bostik entre otros

## Discografía
- Sueños y realidades
- Historias del barrio
- Los choros del D.F vol 1
- Los choros del D.F vol 2
- Vivir sin ti
- Espinas y rosas

## Discos en vivo
- Exclusivamente en directo (CD/DVD)